# Arctosa nivosa
Arctosa nivosa là một loài nhện trong họ Lycosidae.
Loài này thuộc chi Arctosa. Arctosa nivosa được William Frederick Purcell miêu tả năm 1903.